# 12276 IJzer
12276 IJzer este un asteroid din centura principală de asteroizi.

## Descriere
12276 IJzer este un asteroid din centura principală de asteroizi. A fost descoperit pe 18 noiembrie 1990 la Observatorul La Silla de Eric Walter Elst. Asteroidul prezintă o orbită caracterizată de o semiaxă mare de 2,68 ua, o excentricitate de 0,15 și o înclinație de 7,0° în raport cu ecliptica.